# Tu te rappelles, Bill ?
Tu te rappelles, Bill ? est le 17e album de la série de bande dessinée Boule et Bill de Jean Roba. L'ouvrage est publié en 1980.
Boule, un petit garçon comme les autres, a comme meilleur copain Bill, son cocker facétieux. L'album comporte une succession de bêtises et d'espiègleries de Boule et Bill.

## Historique
L'album publie 41 gags en débutant par l'histoire courte prépubliée sur quatre planche du journal Spirou no 1576 en 1968. Les gags suivants sont ceux numérotés entre le no 161 et le no 306, pré-publiés entre le no 1229 à 1474 entre les années 1963 et 1966. La dernière planche est parue en 1966, réalisée pour la Mutuelle nationale des étudiants de France.
En 1999, à l'occasion des 40 ans de la série, la collection a été refondue : les albums, qui comportaient auparavant 64, 56 ou 48 pages, sont uniformisés en 44 planches. Leur nombre passe ainsi de 21 à 24.

## Gags
- Père et mer (Spécial)
- Pompe à eau (no 161)
- Position fixe (no 162)
- Poste restante (no 163)
- Wouawouate ! (no 164)
- Un pantouflard (no 165)
- Laisse tomber ! (no 166)
- Cabotin (no 167)
- Double manteau (no 168)
- Bruitage (no 172)
- Chien de fusil (no 173)
- Flocons (no 175)
- Ca vole et ça glisse (no 177)
- Chaud et froid (no 178)
- Gros plan (no 182)
- Balles de match (no 183)
- A suivre (no 184)
- En ballon (no 187)
- Côte jardin (no 188)
- Les rois du cirque (no 189)
- Mal de montagne (no 200)
- Friandises (no 202)
- Vive la marée ! (no 204)
- C'est le bouquet ! (no 214)
- En pleine course  (no 227)
- Histoire d'os (no 229)
- Faut se faire une raison (no 232)
- Mauvais signe (no 237)
- Digne d'un dong ! (no 240)
- Descente de police (no 248)
- Sur antenne ! (no 252)
- A la queue leu leu (no 253)
- Sérénade (no 258)
- Traîne cravate (no 259)
- La grande illusion (no 264)
- Question d'humour (no 268)
- A l'œil ! (no 277)
- Sous cloche (no 291)
- Boule, balle, bom ! (no 302)
- Occupé ! (no 306)
- Echecs et maths (Spécial)

### Articles externes
- « Boule et Bill -17- Tu te rappelles, Bill ? », sur bedetheque.com.
- Boule et Bill - Tome 5 : Bulles et Bill sur dupuis.com (consulté le 13 mars 2022).
- Boule et Bill - Tome 6 : Tu te rappelles, Bill ? sur dupuis.com (consulté le 13 mars 2022).
- Boule et Bill - Tome 7 : Bill ou face sur dupuis.com (consulté le 13 mars 2022).
- Boule et Bill - Tome 8 : Souvenirs de famille sur dupuis.com (consulté le 13 mars 2022).